# Опанас Криничка
Опанас Іонович Криничка (?, с. Мошурів Уманського повіту Київської губернії, нині Тальнівський район Черкаської області — 28 квітня 1930) — курінний отаман Повстанської дивізії Уманщини. Під час німецької окупації 1918 року згуртував людей у селі, аби боротися за самостійність України.

## Біографія
До 1914 учителював, захоплювався поезією. З початку 1-ї світової війни мобілізований до російської армії. Був головою ради 158-го полку (1917). У 1918–1919 — секретар управи у рідному селі Мошурів. З загоном односельчан приєднався до звенигородсько-таращанського повстання проти німецьких військ (1918), під час 1-го Зимового походу Армії УНР постачав продукти та фураж для Київської дивізії отамана Ю. Тютюнника (1919). Курінний отаман Повстанської дивізії Уманщини, активний учасник антибільшовицьких повстань 1920 і 1921. Діяв у районі Тальне — Звенигородка — Лисянка — ліс Зелена Брама, підтримував зв'язок із отаманом Квітковським (Цвітковським). Останній бій із частинами Червоної армії провів наприкінці 1921 поблизу села Виноград (нині Лисянського району Черкаської області). Перейшов на нелегальне становище, під чужим прізвищем учителював у місті Катеринослав (нині Дніпро).
1922 заарештований, 26 серпня 1924 засуджений до розстрілу, який замінено на 10 років ув'язнення. 1927 амністований. 1928 заарештований вдруге, засуджений до розстрілу. Реабілітований 1989.